# Ischyja schlegelii
Ischyja schlegelii là một loài bướm đêm trong họ Noctuidae.